# Podoleanka, Veselînove
Podoleanka (în ucraineană Подолянка) este un sat în comuna Mîkolaiivka din raionul Veselînove, regiunea Mîkolaiiv, Ucraina.

## Demografie
Componența lingvistică a localității Podoleanka
     Ucraineană (95,65%)
     Rusă (4,35%)
Conform recensământului din 2001, majoritatea populației localității Podoleanka era vorbitoare de ucraineană (95,65%), existând în minoritate și vorbitori de rusă (4,35%).